# Pasinggangan
Pasinggangan is een bestuurslaag in het regentschap Banyumas van de provincie Midden-Java, Indonesië. Pasinggangan telt 9425 inwoners (volkstelling 2010).